# Sekondeleutnant Saber

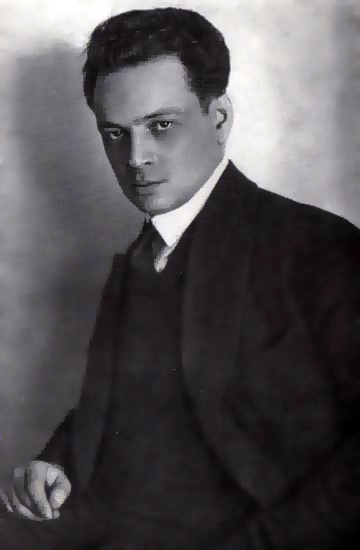
Juri Tynjanow

Sekondeleutnant Saber, auch Secondelieutenant Sjedoch (russisch Поручик Киже, Porutschik Kische), ist eine historische Novelle des sowjetischen Schriftstellers Juri Tynjanow aus dem Jahr 1927.
Saber kommt in dieser Groteske „durch einen Schreibfehler auf die Welt“. Tynjanow hat nun zwei Anekdoten zu einer Geschichte gefügt, die das Wesen der Zarenzeit beleuchtet.

## Entstehung
Diese Satire auf den Kadavergehorsam am Hofe Pauls I. basiert auf zwei Anekdoten aus den Jahren 1796 bis 1801, die Tynjanow aus einer Buchveröffentlichung anno 1901 hat. Die eine erzählt von einem Sekondeleutnant Saber, der lediglich auf einen Schreibfehler hin in den Akten „existiert“ und vom Zaren Paul in rascher Folge immer wieder befördert wird. Die Hofleute um Paul I. wagen erst einen Einwand, als Saber als General vor den Zaren treten soll. Die andere Anekdote erwähnt einen Leutnant Sinjuchajew, der – wiederum durch das Versehen eines Regimentsschreibers – als verstorben aufgelistet wurde. Abermals kommt niemand vor dem Herrscher gegen letzteren Schreibfehler an. In der Novelle wird nun veranschaulicht, der Machtapparat bei Hofe funktioniert in beiden Fällen nach dem Prinzip des blinden Gehorsams angesichts der Unberechenbarkeit des Imperators.

## Inhalt
Paul I., der jenen erstgenannten fehlerhaften Regimentsbefehl durchgesehen hat, befiehlt Sekondeleutnant Saber zum Wachdienst. Im Preobraschensker Regiment gibt es keinen Offizier namens Saber. Zunächst will der Kommandeur bei Baron Araktschejew nachfragen. Dann lässt er es lieber und wendet sich an seinen Verwandten Sablukow, den Adjutanten Seiner Majestät. Sablukow legt fest, Saber wird für den Wachdienst eingeteilt und dem Zaren wird die ergebnislose Suche nach einem Saber verheimlicht.
Das Regiment ist angetreten. Der Kommandeur verliest oben erwähnten Befehl, spricht auch den Namen Saber aus und liest weiter vor, der verstorbene Leutnant Sinjuchajew sei ausgeschieden. Sinjuchajew – sehr lebendig – zuckt zusammen, als der Kommandeur ihn beim Verlesen anschaut und ohne Unterbrechung weiterliest. Nach dem Appell auf dem Exerzierplatz schweigt sich der Kommandeur vor Sinjuchajew aus; weiß nicht, was er sagen soll.
In seinem Quartier wird Sinjuchajew klar, er ist tot. Sablukow meldet Seiner Majestät, jener, der draußen eines Missverständnisses wegen Hilfe gerufen habe, sei Sekondeleutnant Saber. Paul I. befiehlt die Prügelstrafe und Fußmarsch nach Sibirien.
Da Sinjuchajew aus dem Regiment ausgeschieden ist, bezieht ein Auditor der Junkerschule des Senats sein Quartier und nimmt dem „Verblichenen“ Uniform und Stiefel weg. Sinjuchajew, in der abgetragenen Uniform des Auditors, verlässt Petersburg zu Fuß, sucht seinen Vater, den Leibarzt Araktschejews in Gattschina auf und beichtet das eigene Hinscheiden. Der Vater legt den Sohn in eines seiner Hospitalbetten und vermerkt dessen Tod in Latein auf der Tafel am Kopfende.
Die vom Zaren verhängte Strafe wird vollzogen: Nachdem der Kommandeur den Namen Saber geschrien hat, prügeln zwei Gardisten auf das blanke Holz der Peitschbank ein. Hernach müssen die Begleitsoldaten einen Verbannten nach Sibirien geleiten, dessen Ketten nicht klirren. Der mitleidige Paul I. beordert Saber aus Sibirien zurück. Der Sekondeleutnant soll die Mätresse des Zaren ehelichen. Zunächst wird er befördert. Der Ehemann Saber wird Vater. Paul I. hält sich eine neue Mätresse. Saber bringt es sukzessive bis zum Oberst.
Der übereifrige Baron Araktschejew meldet dem Zaren die Ankunft Sinjuchajews im Hospital. Der Baron erhält einen Verweis, weil er den Dienstweg nicht eingehalten hat.
Der Imperator meint, Oberst Saber hat sich die Beförderung zum General verdient, weil er nie Karriere machen wollte, sondern stets still seinen Dienst verrichtet hat.
Als Paul I. mit Saber vertraulich sprechen will, meldet Graf Pahlen den frischgebackenen General beim Imperator krank. Nach wenigen Tagen erfährt der Zar vom Ableben Sabers.

## Verfilmungen
- 1934, Sowjetunion, Belarusfilm:  Porutschik Kische (Leutnant Kishe)[4]. Spielfilm von Alexander Fainzimmer mit der Musik von Sergei Prokofjew.
- 1956, Deutscher Fernsehfunk: Sekondeleutnant Saber. TV-Film von Gerhard Rentzsch mit Werner Pledath als Paul I. und Walter Jupé als Sablukow.
- 1990, Sowjetunion, Lentelefilm: Schagi imperatora[5]. TV-Spielfilm von Oleg Rjabokon[6].

## Rezeption
- 1938, Sylvia Townsend Warner: „… die Anwendung der Satire auf ein historisches Thema ist ein hervorragender Gedanke.“ Eine „durch und durch falsche Gesellschaft“ werde vernichtend kritisiert.[7]
- 1977, Lewin: Aufgedeckt werde „eine Gesetzmäßigkeit der Bürokratie des Russischen Reiches … ihr Streben nach … Reglementierung des gesamten Lebens … eines jeden seiner Bewohner.“[8]

### Verwendete Ausgabe
Sekondeleutnant Saber. Aus dem Russischen von Maria Einstein. S. 5–50 in Juri Tynjanow: Sekondeleutnant Saber. Die Wachsperson. Der Minderjährige W. Mit einem Nachwort von Herbert Krempien. 292 Seiten. Verlag Kultur und Fortschritt, Berlin 1970 (1. Aufl.)

### Sekundärliteratur
- Fritz Mierau (Hrsg.): Juri Tynjanow: Der Affe und die Glocke. Erzählungen. Drama. Essays. 624 Seiten. Verlag Volk und Welt, Berlin 1975 (1. Aufl.)
- Wladimir Lewin: Wissenschaftler und Künstler, S. 358–382 in Juri Tynjanow: Wilhelm Küchelbecker, Dichter und Rebell. Ein historischer Roman. Aus dem Russischen von Maria Einstein. 400 Seiten. Verlag Volk und Welt, Berlin 1977 (2. Aufl.)